# ヴィリー・ヴィルヘルム
ヴィリー・ヴィルヘルム（オランダ語: Willy Wilhelm 1958年9月16日 - ）は、オランダのスヘルトーヘンボス出身の柔道選手。階級は95kg超級。身長198cm。体重114kg。

## 人物
1981年のヨーロッパ選手権無差別で3位になった。1983年の世界選手権では決勝まで進むものの、山下泰裕に横四方固で敗れたが銀メダルを獲得した。1984年のヨーロッパ選手権では3位だったが、ロサンゼルスオリンピックでは初戦で敗れた。1985年の世界選手権無差別では3位になった。1986年のヨーロッパ選手権では優勝を果たした。

## 主な戦績
- 1980年 - 世界軍人選手権大会　優勝
- 1981年 - ヨーロッパ選手権　無差別　2位
- 1981年 - 世界軍人選手権大会　優勝
- 1982年 - 世界軍人選手権大会　95kg超級　優勝　無差別　2位
- 1983年 - 世界選手権　2位
- 1984年 - ヨーロッパ選手権　3位
- 1984年 - 世界軍人選手権大会　95kg超級　優勝　無差別　2位
- 1985年 - ドイツ国際　3位
- 1985年 - 世界軍人選手権大会　95kg超級　優勝　無差別　3位
- 1985年 - 世界選手権　無差別　3位
- 1986年 - ヨーロッパ選手権　優勝